# Малая Чалыкла
Малая Чалыкла́ (Чалыкла́) — река в России, протекает по Саратовской области.

## Течение
Малая Чалыкла левобережный приток реки Большая Чалыкла, её устье находится в 12 километрах от устья Большой Чалыклы. Длина реки — 75 километров. Площадь водосборного бассейна — 703 км².
Часть водонаполнения реки осуществляется через Саратовский оросительно-обводнительный канал.

## Данные водного реестра
По данным государственного водного реестра России относится к Нижневолжскому бассейновому округу, водохозяйственный участок реки — Большой Иргиз от истока до Сулакского гидроузла. Речной бассейн реки — Волга от верхнего Куйбышевского водохранилища до впадения в Каспий.
Код объекта в государственном водном реестре — 11010001612112100010021.